# شان شاهید
شان شاهید (انگلیسی: Shaan Shahid؛ زادهٔ ۲۷ آوریل ۱۹۷۱) هنرپیشه، نویسنده، مدل و کارگردان اهل کشور پاکستان است. وی در شهر لاهور زاده شد. پدر و مادرش که هر دو بازیگر هستند، ریاض شاهید و نیلو نام دارند. پدرش مسلمان پنجابی است و مادرش که مسیحی پنجابی بود، بعدها دین اسلام را پذیرفت. این بازیگر در طی دو دهه حضور در سینمای پاکستان، در حدود ۵۰۰ فیلم بازی کرده‌است که بسیاری از آنها از لحاظ تجاری سودآور بوده‌اند. این هنرمند از محبوب‌ترین بازیگران سینمای پاکستان به‌شمار می‌رود و تاکنون در زمینهٔ بازیگری برندهٔ چندین جایزه شده‌است. او برای نخستین بار در سال ۱۹۹۰ و در ۲۷ سالگی برای بازی در فیلم بلندی جلوی دوربین سینما رفت.

## قسمتی از فیلمشناسی
- بلندی - ۱۹۹۰
- به نام خدا - ۲۰۰۷
- لباس عروس - ۲۰۰۷
- ظل شاه - ۲۰۰۸
- جُگِنی - ۲۰۱۱
- ضربه - ۲۰۱۳
- ۰۲۱ - ۲۰۱۴